# 西沢正史
西沢 正史（にしざわ まさし、1942年4月21日 -2019年11月26日）は、日本の国文学者。旧名・西沢正二。加藤大地、金沢春彦も同人のペンネーム 。
1966年、東北大学国文科卒。1970年、東京大学大学院国文学修士課程修了。高知女子大学講師、弘前大学助教授、昭和女子大学教授、駒沢女子大学助教授を経て教授。2005年12月退職。2011年4月、北海道浦河町議会議員選挙に出馬するも落選した。77歳没。
『サンリオ物語』の著者で映画評論もある読売新聞元編集委員の西沢正史（まさふみ・故人）とは別人。

## 著書
- 『増鏡研究序説』桜楓社 1987(西沢正二・名)
- 『光源氏を愛した女たち どう命をやしたか』光文社カッパ・ブックス 1987
- 『古文語連想-速記憶術 この218語を覚えればいい』青春出版社・青春新書 1989
- 『女たちの源氏物語 光源氏を愛した十四人の女性像』光文社文庫 1992
- 『女子大は憲法違反か』三一書房 1996(加藤大地・名)
- 『日本の古典30を読む あらすじダイジェスト』幻冬舎 2004

### 共著・共編
- 『女性別　源氏物語』 (上下) (新形式古典シリーズ)大学書院　1991.1992(金沢春彦・名)
- 『女性別新型 校注 女流日記文学』 (新形式 古典シリーズ)大学書院 1993 (金沢春彦・名)
- 『日本古典文学研究史大事典』徳田武共編 勉誠社 1997
- 『源氏物語を知る事典』編 東京堂出版 1998
- 『古典文学鑑賞辞典』編 東京堂出版 1999
- 『早わかり日本古典文学あらすじ事典』 (早わかりシリーズ)大学書院　2000(金沢春彦・名)
- 『古典文学の旅の事典』編 東京堂出版 2001
- 『古典文学を読むための用語辞典』編 東京堂出版 2002
- 『中世王朝物語・御伽草子事典』神田龍身共編 勉誠出版 2002
- 『古典文学作中人物事典』編 東京堂出版 2003
- 『後深草院二条 『とはずがたり』の作者 人と文学』藤田一尊共著 勉誠出版 2005 日本の作家100人
- 『源氏物語作中人物事典』（編）東京堂出版 2007
- 『古典文学にみる女性の生き方事典』（編）国書刊行会 2008
- 『辞世の言葉で知る日本史人物事典』（編）東京堂出版 2009

### 校注・訳
- 後深草院二条『とはずがたり』岸田依子共校注 三弥井書店 1988
- 『中世日記紀行文学全評釈集成 第4巻 とはずがたり』標宮子共著 勉誠出版 2000
- 『平家物語 1』訳 勉誠出版 2005 現代語で読む歴史文学

### 企画・監修
- 『人物で読む『源氏物語』』勉誠出版、2005　5月刊行初回配本まで。

## 参考
- J-GLOBAL
- 『源氏物語作中人物事典』著者紹介